# 2. julij
2. julij je 183. dan leta (184. v prestopnih letih) v gregorijanskem koledarju. Ostaja še 182 dni.

## Dogodki
- 1578 – Martin Frobisher odkrije Baffinov otok
- 1613 – iz Massachusettsa se odpravi prva angleška odprava v Akadijo
- 1679 – odprava pod vodstvom Daniela Greysolona Du Lutha odkrije zgornji tok Misisipija
- 1776 – kontinentalni kongres pretrga stike z Združenim kraljestvom
- 1777 – Vermont kot prva ameriška zvezna država odpravi suženjstvo
- 1779 – čez angleško reko Severn je odprt prvi litoželezni železniški most na svetu
- 1819 – Združeno kraljestvo sprejme tovarniški zakon, ki omeji otroško delo
- 1839 – 53 afriških sužnjev zasede ladjo Amistad
- 1850 – Benjamin J. Lane patentira plinsko masko
- 1853 – z vdorom Rusije v Turčijo se prične krimska vojna
- 1881 – Charles Julius Guiteau izvede atentat na ameriškega predsednika James Garfielda
- 1890 – ameriški Kongres sprejme Shermanov protitrustovski zakon
- 1900 – pri Friedrichshafnu ob Bodenskem jezeru poleti prvi cepelin
- 1917 – v spopadih temnopoltih in belih delavcev v St. Louisu umre 48 ljudi
- 1918 – Zavezniški vrhovni vojaški svet podpre intervencijo v Sibirijo
- 1928 – začetek sistematičnih izkopavanj v Potočki zijalki
- 1937 – ob poskusu, da bi preletela svet nad ekvatorjem, nad Tihim oceanom izgineta Amelia Earhart in Fred Noonan
- 1940 – ZSSR zasede Besarabijo in Bukovino
- 1942:
  - Sevastopol kapitulira
  - začetek bitke pri El Alameinu
- 1947 – pri Roswellu (Nova Mehika, ZDA) strmoglavi domnevni neznani leteči predmet, po uradni razlagi meteorološki balon
- 1950 – Henri Queuille postane francoski predsednik vlade
- 1964 – Lyndon B. Johnson podpiše zakon o človekovih pravicah in zakon o volilni pravici
- 1975 – ustanovljena Univerza v Mariboru
- 1976 – Severni in Južni Vietnam se združita v Socialistično republiko Vietnam
- 1978 – odkrita Plutonova luna Charon
- 1982 – Larry Walters se s 45 helijevimi baloni na stolu dvigne 4.600 m visoko
- 1985 – Andrej Andrejevič Gromiko postane predsednik Sovjetske zveze
- 1991 – v Gornji Radgoni se spopadejo enote JLA in slovenske Teritorialne obrambe
- 2002 – Steve Fossett prvi samostojno z balonom preleti svet
- 2004 – monsignor magister Alojz Uran imenovan za nadškofa Ljubljanske nadškofije

## Rojstva
- 419 – Valentinian III., rimski cesar († 455)
- 1262 – Artur II., bretonski vojvoda († 1312)
- 1363 – Marija Sicilska, kraljica Sicilije, vojvodinja Aten in Neopatrije († 1401)
- 1714 – Christoph Wilibald Gluck, nemški skladatelj († 1787)
- 1724 – Friedrich Gottlieb Klopstock, nemški pesnik († 1803)
- 1821 – sir Charles Tupper, kanadski predsednik vlade († 1915)
- 1836 – Ludwig Schnorr von Carolsfeld, nemški tenorist († 1865)
- 1843 – Antonio Labriola, italijanski marksistični filozof († 1904)
- 1847 – Marcel-Alexandre Bertrand, francoski geolog († 1907)
- 1852 – William Burnside, angleški matematik († 1927)
- 1862 – sir William Henry Bragg, angleški fizik, nobelovec 1915 († 1942)
- 1865 – Lily Braun, nemška feministka, pisateljica († 1916)
- 1877 – Hermann Hesse, nemški pisatelj, nobelovec 1946 († 1962)
- 1884 – Alfons Maria Jakob, nemški nevrolog († 1931)
- 1894 – André Kertész, ameriški fotograf madžarskega rodu († 1985)
- 1903:
  - Olav V., norveški kralj († 1991)
  - Alexander Frederick Douglas-Home, britanski predsednik vlade († 1995)
- 1904 – Jean René Lacoste, francoski tenisač, poslovnež († 1996)
- 1906 – Hans Albrecht Bethe, nemško-ameriški fizik, nobelovec 1967 († 2005)
- 1925:
  - Medgar Evers, ameriški aktivist († 1963)
  - Patrice Emery Lumumba, predsednik vlade DR Kongo († 1961)
- 1928 – Iven Carl Kincheloe mlajši, ameriški vojaški pilot († 1958)
- 1929 – Imelda Romualdez Marcos, filipinska političarka
- 1930 – Carlos Saúl Menem Akil, argentinski predsednik
- 1937 – Majda Sepe, slovenska pevka († 2006)
- 1942:
  - Mojca Drčar Murko, slovenska novinarka, političarka
  - Vicente Fox Quesada, mehiški predsednik
- 1968 – Urban Kordeš, slovenski fizik in kognitivni znanstvenik
- 1974 – Matthew Reilly, avstralski pisatelj
- 1978 – Jüri Ratas, estonski politik
- 1981 – Alex Koroknay-Palicz, ameriški aktivist za pravice mladine
- 1998 – Ema Klinec, slovenska smučarska skakalka

## Smrti
- 866 – Robert Močni (* ok. 830)
- 1215 – Eisai, japonski zen budistični menih (* 1141)
- 1298 – Adolf Nassauški, grof Nassaua, nemški kralj (* 1255)
- 1504 – Štefan Veliki, moldavski vojvoda (* 1435)
- 1566 – Nostradamus, francoski zdravnik, astrolog, jasnovidec (* 1503)
- 1591 – Vincenzo Galilei, italijanski glasbenik (* 1520)
- 1621 – Thomas Harriot, angleški matematik, astronom (* 1560)
- 1778 – Jean-Jacques Rousseau, švicarsko-francoski filozof (* 1712)
- 1833 – Gervasio Antonio de Posadas y Dávila, argentinski predsednik (* 1757)
- 1843 – Christian Friedrich Samuel Hahnemann, nemški zdravnik (* 1755)
- 1915 – Porfirio Díaz, mehiški državnik (* 1830)
- 1924 – Košaku Macukata Masajoši, japonski državnik (* 1834)
- 1932 – Manuel II., zadnji portugalski kralj (* 1889)
- 1937 – Amelia Mary Earhart, ameriška letalka (* 1897)
- 1951 – Ernst Ferdinand Sauerbruch, nemški kirurg (* 1875)
- 1961 – Ernest Hemingway, ameriški pisatelj, nobelovec 1954 (* 1899)
- 1963 – Seth Barnes Nicholson, ameriški astronom (* 1891)
- 1977 – Vladimir Vladimirovič Nabokov, ruski pisatelj, lepidopterist, šahist (* 1899)
- 1989 – Franklin James Schaffner, ameriški filmski režiser (* 1920)
- 1989 – Andrej Andrejevič Gromiko, ruski politik (* 1909)
- 1989 – Wilfrid Sellars, ameriški filozof (* 1912)
- 1994 – Andrés Escobar, kolumbijski nogometaš (* 1967)
- 1999 – Mario Puzo, ameriški pisatelj italijanskega rodu (* 1920)
- 2002 – Ray Brown, ameriški jazzovski basist (* 1926)
- 2003 – Berta Ambrož, slovenska pevka (* 1944)
- 2015 – Slavko Avsenik, slovenski glasbenik in skladatelj (* 1929)